# Like a Virgin (album)
Like a Virgin je druhé studiové album, které bylo publikováno americkou zpěvačkou-skladatelkou, Madonnou, v roce 1984. Album bylo vydáno firmou Sire Records. RIAA toto album certifikovala diamantovou deskou. Stalo se tak 21. května 1998. Celosvětově se alba prodalo víc než 21 miliónů výlisků.
Nile Rodgers předtím pracoval například s Davidem Bowie. Nyní Nile byl najmut samotnou Madonnou, aby jí dělal producenta.
Mezi populární singly z tohoto alba patří písně "Material Girl", "Over and Over" a "Like a Virgin".
Stejnojmenná píseň z tohoto alba byla zparodována americkým parodistou Weird Al Yankovicem. Parodie se jmenuje "Like a Surgeon".

## Seznam písní
| Pořadí | Název                        | Hudba        | Text                            | Délka |
| ------ | ---------------------------- | ------------ | ------------------------------- | ----- |
| 1.     | Material Girl                | Nile Rodgers | Peter Brown, Robert Rans        | 4:00  |
| 2.     | Angel                        | Rodgers      | Madonna, Stephen Bray           | 3:56  |
| 3.     | Like a Virgin                | Rodgers      | Tom Kelly, Billy Steinberg      | 3:38  |
| 4.     | Over and Over                | Rodgers      | Madonna, Bray                   | 4:12  |
| 5.     | Love Don't Live Here Anymore | Rodgers      | Miles Gregory                   | 4:47  |
| 6.     | Dress You Up                 | Rodgers      | Andrea LaRusso, Peggy Stanziale | 4:01  |
| 7.     | Shoo-Bee-Doo                 | Rodgers      | Madonna                         | 5:16  |
| 8.     | Pretender                    | Rodgers      | Madonna, Bray                   | 4:30  |
| 9.     | Stay                         | Rodgers      | Madonna, Bray                   | 4:07  |

### Reedice z roku 1985
| Pořadí | Název           | Hudba         | Text          | Délka |
| ------ | --------------- | ------------- | ------------- | ----- |
| 10.    | Into the Groove | Madonna, Bray | Madonna, Bray | 4:43  |

## Umělci

### Hudebníci
- Madonna - zpěv, vokály v pozadí
- Bernard Edwards - bass
- Brenda King - vokály v pozadí
- Curtis King - vokály v pozadí
- Lenny Pickett - saxofon
- Nile Rodgers - kytara, synclavier
- Robert Albino - synthesizer
- Lucas Simms - vokály v pozadí
- George Simms - vokály v pozadí
- Dave Weckl - bicí
- Tony Thompson - bicí

### Produkce
- Hudební producenti: Madonna, Stephen Bray, Nile Rodgers
- Inženýři: Jason Corsaro